# Projecte Horizon
Projecte Horizon va ser un estudi per determinar la viabilitat de la construcció d'una base científica/militar a la Lluna. El 8 de juny de 1959, un grup en el Army Ballistic Missile Agency (ABMA) va produir un informe pel Departament de l'Exèrcit dels Estats Units d'Amèrica anomenat Project Horizon, A U.S. Army Study for the Establishment of a Lunar Military Outpost (en català: Projecte Horizon, Un Estudi de l'Exèricit dels EUA per a l'establiment d'una base militar lunar). La proposta de projecte estableix els següents requisits:
"The lunar outpost is required to develop and protect potential United States interests on the moon; to develop techniques in moon-based surveillance of the earth and space, in communications relay, and in operations on the surface of the moon; to serve as a base for exploration of the moon, for further exploration into space and for military operations on the moon if required; and to support scientific investigations on the moon. 
Cal una base lunar per a desenvolupar i protegir els interessos potencials dels Estats Units a la Lluna; per desenvolupar tècniques de vigilància basades en la lluna de la Terra i l'espai, en enllaços de comunicacions, i en les operacions a la superfície de la lluna; per servir com a base per a l'exploració de la lluna, per a una major exploració en l'espai i per a les operacions militars a la lluna si cal; i per donar suport a les investigacions científiques sobre la lluna.
La base permanent costaria uns $6 bilions i entraria en funcionament al desembre de 1966 amb dotze soldats.
Wernher von Braun, cap de l'ABMA, va nomenar a Heinz-Hermann Koelle per dirigir l'equip del projecte en Redstone Arsenal.
Els plans requerien 147 coets Saturn en fase primària de classe A per enviar els components espacials de l'assemblatge en òrbita terrestre baixa en una estació espacial dedicada.
Un vehicle d'aterratge i tornada lunar hauria transportat i retornat fins a 16 astronautes alhora en la base.
Horizon mai va progressar més enllà de l'etapa de factibilitat, amb caràcter oficial.